# Tavda
A Tavda (oroszul: Тавда) folyó Nyugat-Szibériában, Oroszország Szverdlovszki- és Tyumenyi területén. Az Ob vízrendszeréhez tartozik, a Tobol bal oldali mellékfolyója.

## Földrajz
Hossza: 719 km; vízgyűjtő területe: 88 100  km²; évi közepes vízhozama: 462 m³/s, Tavda városnál (a torkolattól 237 km-re) – 450 m³/s.
A Tavda a Középső-Urál keleti lejtőjénél, a Lozva és a Szoszva egyesülésével keletkezik; innen északkeleti irányban halad, majd medre éles kanyarulattal délkelet felé fordul. A Nyugat-szibériai-alföld mocsaras területein folyik keresztül. November elejétől április végéig befagy.
Jelentősebb, bal oldali mellékfolyói a Pelim és a Csornaja.
A folyó teljes hosszában hajózható. A partjaira épült legnagyobb település, Tavda város a Szverdlovszki terület keleti szélénél fekszik, folyami kikötő.